# Manfred
Manfred är ett mansnamn med tyskt ursprung. Betydelsen av första delen av namnet är oklar. Det kan möjligtvis komma från ordet magan - "makt", "kraft", "styrka", eller kanske vara samma som dagens "man". Sista delen kommer från fridu som betyder "fred", "skydd". 
Namnet har använts i Sverige sedan 1780-talet och var relativt populärt runt förra sekelskiftet, men minskade sedan mycket i frekvens. En viss ökning har dock skett det senaste decenniet.
Den 31 december 2012 fanns det totalt 2 849 personer i Sverige med namnet, varav 873 med det som förstanamn/tilltalsnamn .
År 2003 fick 37 pojkar namnet, varav 13 fick det som tilltalsnamn.
Namnsdag: 12 oktober  (sedan 2001, dessförinnan på 14 oktober sedan 1901)

## Personer med namnet Manfred
- Manfred av Sicilien, av huset Hohenstaufen, kung av Neapel och Sicilien
- Manfred Björkquist - biskop
- Manfred Burgsmüller - tysk fotbollsspelare
- Manfred Eigen - tysk nobelpristagare i kemi
- Manfred Fürst, svensk överfältläkare
- Manfred Gerlach - östtysk president 1989-1990
- Manfred Honeck - österrikisk dirigent
- Manfred Kaltz - tysk fotbollsspelare
- Manfred Mölgg - italiensk alpin skidåkare
- Manfred Näslund - svensk skogsvetenskapsman, landshövding i Norrbottens län
- Manfred von Richthofen - tysk militär, mer känd som Röde baronen
- Manfred Wiss - svensk präst
- Manfred Erlandsson - svensk influencer